# Première circonscription de Paris de 1958 à 1986
Pour les articles homonymes, voir Première circonscription de Paris de 1988 à 2012 et Première circonscription de Paris depuis 2012.
De 1958 à 1986, la première circonscription législative de Paris s'étendait sur les 1er et 4e arrondissements de la capitale. Cette délimitation s'est appliquée aux sept premières législatures de la Cinquième République française. De 1958 à 1967, elle se confond avec la 1re circonscription de la Seine.
En 1986, cette circonscription a été fusionnée avec la deuxième pour former une nouvelle « première circonscription ».

## Députés élus[3]
| Législature | Début de mandat | Fin de mandat  | Député élu           |  | Parti politique | Observations                                                       |
| ----------- | --------------- | -------------- | -------------------- |  | --------------- | ------------------------------------------------------------------ |
| Ire         | 9 décembre 1958 | 9 octobre 1962 | Jean Legaret         |  | CNIP            | mandat écourté à la suite d'une dissolution du général de Gaulle   |
| IIe         | 6 décembre 1962 | 2 avril 1967   | Pierre-Charles Krieg |  | UNR-UDT         |                                                                    |
| IIIe        | 3 avril 1967    | 30 mai 1968    | Pierre-Charles Krieg |  | UD-Ve           | mandat écourté à la suite d'une dissolution du général de Gaulle   |
| IVe         | 11 juillet 1968 | 1er avril 1973 | Pierre-Charles Krieg |  | UDR             |                                                                    |
| Ve          | 2 avril 1973    | 2 avril 1978   | Pierre-Charles Krieg |  | UDR             |                                                                    |
| VIe         | 3 avril 1978    | 22 mai 1981    | Pierre-Charles Krieg |  | RPR             | mandat écourté à la suite d'une dissolution de François Mitterrand |
| VIIe        | 2 juillet 1981  | 1er avril 1986 | Pierre-Charles Krieg |  | RPR             |                                                                    |

En 1985, le président de la République François Mitterrand changea le mode de scrutin des députés en établissant le scrutin proportionnel par département. Le nombre de députés du département de Paris fut ramené de 31 à 21 et les circonscriptions furent supprimées au profit du département.

## Résultats électoraux

### Élections législatives de 1958
| Candidat                    | Candidat          | Parti          | Premier tour | Premier tour | Second tour | Second tour |  |
| Candidat                    | Candidat          | Parti          | Voix         | %            | Voix        | %           |  |
| --------------------------- | ----------------- | -------------- | ------------ | ------------ | ----------- | ----------- |  |
|                             | Jean Legaret élu  | CNIP           | 11 950       | 24,46        | 18 592      | 38,72       |  |
|                             | Philippe Barrès   | UNR            | 9 987        | 20,44        | 15 258      | 31,77       |  |
|                             | Albert Rigal      | PCF            | 8 930        | 18,28        | 9 627       | 20,05       |  |
|                             | Pierre Guérard    | CNIP           | 5 014        | 10,26        | Retrait     | Retrait     |  |
|                             | Auguste Corbier   | SFIO           | 4 833        | 9,89         | 4 544       | 9,46        |  |
|                             | Pierre Lemarchand | CRR            | 2 413        | 4,94         |             |             |  |
|                             | Roger Friedmann   | UFD            | 2 291        | 4,69         |             |             |  |
|                             | Marcel Faure      | Divers         | 1 909        | 3,91         |             |             |  |
|                             | André Morel       | Extrême droite | 734          | 1,5          |             |             |  |
|                             | Jules Bobillot    | UFF            | 547          | 1,12         |             |             |  |
|                             | Joseph Collin     | Modérés        | 245          | 4,66         |             |             |  |
|                             |                   |                |              |              |             |             |  |
| Inscrits                    | Inscrits          | Inscrits       | 66 198       | 100,00       | 66 194      | 100,00      |  |
| Abstentions                 | Abstentions       | Abstentions    | 16 116       | 24,35        | 17 413      | 26,31       |  |
| Votants                     | Votants           | Votants        | 50 082       | 75,65        | 48 781      | 73,69       |  |
| Blancs et nuls              | Blancs et nuls    | Blancs et nuls | 1 229        | 2,45         | 760         | 1,56        |  |
| Exprimés                    | Exprimés          | Exprimés       | 48 853       | 97,55        | 48 021      | 98,44       |  |
| Source : Gallica et CEVIPOF |                   |                |              |              |             |             |  |

Le suppléant de Jean Legaret était Yves Milhoud, ingénieur.

### Élections législatives de 1962[3]
| Candidat                    | Candidat                 | Parti          | Premier tour | Premier tour | Second tour | Second tour |  |
| Candidat                    | Candidat                 | Parti          | Voix         | %            | Voix        | %           |  |
| --------------------------- | ------------------------ | -------------- | ------------ | ------------ | ----------- | ----------- |  |
|                             | Pierre-Charles Krieg élu | UNR-UDT        | 14 894       | 39,79        | 17 914      | 45,77       |  |
|                             | Jean Legaret sortant     | CNIP           | 11 585       | 30,95        | 11 374      | 29,06       |  |
|                             | Charles Lederman         | PCF            | 9 207        | 24,6         | 9 852       | 25,17       |  |
|                             | Jack Lanfranco           | MRP            | 1 745        | 4,66         |             |             |  |
|                             |                          |                |              |              |             |             |  |
| Inscrits                    | Inscrits                 | Inscrits       | 59 258       | 100,00       | 59 257      | 100,00      |  |
| Abstentions                 | Abstentions              | Abstentions    | 20 964       | 35,38        | 19 430      | 32,79       |  |
| Votants                     | Votants                  | Votants        | 38 294       | 64,62        | 39 827      | 67,21       |  |
| Blancs et nuls              | Blancs et nuls           | Blancs et nuls | 863          | 2,25         | 687         | 1,72        |  |
| Exprimés                    | Exprimés                 | Exprimés       | 37 431       | 97,75        | 39 140      | 98,28       |  |
| Source : Gallica et CEVIPOF |                          |                |              |              |             |             |  |

Pierre-Émile Manteuil, commerçant, était le suppléant de Pierre-Charles Krieg.

### Élections législatives de 1967
| Candidat                    | Candidat                           | Parti          | Premier tour | Premier tour | Second tour | Second tour |  |
| Candidat                    | Candidat                           | Parti          | Voix         | %            | Voix        | %           |  |
| --------------------------- | ---------------------------------- | -------------- | ------------ | ------------ | ----------- | ----------- |  |
|                             | Pierre-Charles Krieg sortant réélu | UD-Ve          | 15 881       | 40,42        | 20 396      | 58,32       |  |
|                             | Jean Legaret                       | CD (PDM)       | 8 911        | 22,68        | Retrait     | Retrait     |  |
|                             | Marcel Krop                        | PCF            | 7 751        | 19,73        | 14 576      | 41,68       |  |
|                             | Robert Badinter                    | FGDS (CIR)     | 6 427        | 16,36        | Retrait     | Retrait     |  |
|                             | Henry-Guy Devignac                 | Divers droite  | 316          | 0,80         |             |             |  |
|                             |                                    |                |              |              |             |             |  |
| Inscrits                    | Inscrits                           | Inscrits       | 51 923       | 100,00       | 51 937      | 100,00      |  |
| Abstentions                 | Abstentions                        | Abstentions    | 11 951       | 23,02        | 14 674      | 28,25       |  |
| Votants                     | Votants                            | Votants        | 39 972       | 76,98        | 37 263      | 71,75       |  |
| Blancs et nuls              | Blancs et nuls                     | Blancs et nuls | 686          | 1,72         | 2 291       | 6,15        |  |
| Exprimés                    | Exprimés                           | Exprimés       | 39 286       | 98,28        | 34 972      | 93,85       |  |
| Source : Gallica et CEVIPOF |                                    |                |              |              |             |             |  |

Pierre-Émile Manteuil était le suppléant de Pierre-Charles Krieg.

### Élections législatives de 1968
| Candidat                         | Candidat                           | Parti          | Premier tour | Premier tour | Second tour | Second tour |  |
| Candidat                         | Candidat                           | Parti          | Voix         | %            | Voix        | %           |  |
| -------------------------------- | ---------------------------------- | -------------- | ------------ | ------------ | ----------- | ----------- |  |
|                                  | Pierre-Charles Krieg sortant réélu | UDR (URP)      | 17 175       | 46,90        | 18 190      | 53,61       |  |
|                                  | Pierre Guérard                     | CNIP (PDM)     | 6 108        | 16,68        | 6 586       | 19,41       |  |
|                                  | Marcel Krop                        | PCF            | 5 894        | 16,10        | 9 154       | 26,98       |  |
|                                  | Pierre Joxe                        | FGDS (CIR)     | 3 992        | 10,90        |             |             |  |
|                                  | Claude Faure                       | PSU            | 2 840        | 7,76         |             |             |  |
|                                  | Lucien Iris                        | Divers (TD)    | 608          | 1,66         |             |             |  |
|                                  |                                    |                |              |              |             |             |  |
| Inscrits                         | Inscrits                           | Inscrits       | 49 008       | 100,00       | 49 013      | 100,00      |  |
| Abstentions                      | Abstentions                        | Abstentions    | 12 026       | 24,54        | 14 632      | 29,85       |  |
| Votants                          | Votants                            | Votants        | 36 982       | 75,46        | 34 381      | 70,15       |  |
| Blancs et nuls                   | Blancs et nuls                     | Blancs et nuls | 365          | 0,99         | 451         | 1,31        |  |
| Exprimés                         | Exprimés                           | Exprimés       | 36 617       | 99,01        | 33 930      | 98,69       |  |
| Source : Data.gouv.fr et CEVIPOF |                                    |                |              |              |             |             |  |

Robert Vollet, cadre administratif, était le suppléant de Pierre-Charles Krieg.

### Élections législatives de 1973
| Candidat                         | Candidat                           | Parti                      | Premier tour | Premier tour | Second tour | Second tour |  |
| Candidat                         | Candidat                           | Parti                      | Voix         | %            | Voix        | %           |  |
| -------------------------------- | ---------------------------------- | -------------------------- | ------------ | ------------ | ----------- | ----------- |  |
|                                  | Pierre-Charles Krieg sortant réélu | UDR (URP)                  | 9 913        | 32,00        | 16 978      | 58,23       |  |
|                                  | Yves Galland                       | Rad (MR)                   | 6 112        | 19,73        | 64          | 0,22        |  |
|                                  | Eddy Kenig                         | PCF                        | 5 219        | 16,85        | 12 113      | 41,55       |  |
|                                  | Maurice Benassayag                 | PS (UGSD)                  | 5 119        | 16,52        | Retrait     | Retrait     |  |
|                                  | Claude Bureaux                     | PSU                        | 1 854        | 5,98         |             |             |  |
|                                  | Michel Daver                       | Divers droite (Maj. prés.) | 1 547        | 5,36         |             |             |  |
|                                  | Marie-Françoise David              | FN                         | 941          | 3,26         |             |             |  |
|                                  | Robert-Elie Azoulay                | Divers droite              | 276          | 0,96         |             |             |  |
|                                  |                                    |                            |              |              |             |             |  |
| Inscrits                         | Inscrits                           | Inscrits                   | 41 851       | 100,00       | 41 853      | 100,00      |  |
| Abstentions                      | Abstentions                        | Abstentions                | 10 408       | 24,87        | 10 819      | 25,85       |  |
| Votants                          | Votants                            | Votants                    | 31 443       | 75,13        | 31 034      | 74,15       |  |
| Blancs et nuls                   | Blancs et nuls                     | Blancs et nuls             | 462          | 1,47         | 1 879       | 6,05        |  |
| Exprimés                         | Exprimés                           | Exprimés                   | 30 981       | 98,53        | 29 155      | 93,95       |  |
| Source : Data.gouv.fr et CEVIPOF |                                    |                            |              |              |             |             |  |

Alban Parayre, officier municipal du 4ème arrondissement, professeur de l'enseignement public, était le suppléant de Pierre-Charles Krieg.

### Élections législatives de 1978
| Candidat                         | Candidat                           | Parti                   | Premier tour | Premier tour | Second tour | Second tour |  |
| Candidat                         | Candidat                           | Parti                   | Voix         | %            | Voix        | %           |  |
| -------------------------------- | ---------------------------------- | ----------------------- | ------------ | ------------ | ----------- | ----------- |  |
|                                  | Pierre-Charles Krieg sortant réélu | RPR                     | 9 627        | 33,37        | 16 906      | 58,95       |  |
|                                  | Maurice Benassayag                 | PS                      | 5 648        | 19,58        | 11 774      | 41,05       |  |
|                                  | Yves Galland                       | UDF (Rad)               | 5 405        | 18,74        | Retrait     | Retrait     |  |
|                                  | Marie-Thérèse Bidjeck              | PCF                     | 3 998        | 13,86        |             |             |  |
|                                  | Jean-Claude Delarue                | Écologie 78             | 1 539        | 5,37         |             |             |  |
|                                  | Martine Guillaume                  | PSU (FA)                | 683          | 5,37         |             |             |  |
|                                  | Suzanne Baran                      | Divers gauche (Choisir) | 335          | 1,16         |             |             |  |
|                                  | Richard Ghenassia                  | Divers droite (RUC)     | 324          | 1,13         |             |             |  |
|                                  | Anne-Marie Guillaud                | LCR (PSPT)              | 247          | 0,86         |             |             |  |
|                                  | Michel Mignot                      | FN                      | 239          | 0,83         |             |             |  |
|                                  | Georges Philippeau                 | MDD                     | 226          | 0,79         |             |             |  |
|                                  | Dominique Petitjean                | LO                      | 223          | 0,78         |             |             |  |
|                                  | Philippe Bouleau                   | PFN                     | 213          | 0,74         |             |             |  |
|                                  | Daniel Robache                     | Divers droite (UNMP)    | 140          | 0,49         |             |             |  |
|                                  |                                    |                         |              |              |             |             |  |
| Inscrits                         | Inscrits                           | Inscrits                | 36 974       | 100,00       | 36 975      | 100,00      |  |
| Abstentions                      | Abstentions                        | Abstentions             | 7 822        | 21,16        | 7 615       | 20,59       |  |
| Votants                          | Votants                            | Votants                 | 29 152       | 78,84        | 29 360      | 79,41       |  |
| Blancs et nuls                   | Blancs et nuls                     | Blancs et nuls          | 305          | 1,05         | 680         | 2,32        |  |
| Exprimés                         | Exprimés                           | Exprimés                | 28 847       | 98,95        | 28 680      | 97,68       |  |
| Source : Data.gouv.fr et CEVIPOF |                                    |                         |              |              |             |             |  |

Alban Parayre était le suppléant de Pierre-Charles Krieg.

### Élections législatives de 1981
|                       | Pierre-Charles Krieg sortant réélu | RPR (UNM)               | 11 541 | 50,61  |  |  |  |
|                       | Maurice Benassayag                 | PS                      | 7 812  | 34,26  |  |  |  |
|                       | Marie-Thérèse Bidjeck              | PCF                     | 1 629  | 7,14   |  |  |  |
|                       | Dominique Bidou                    | Divers écologiste (MÉP) | 1 025  | 4,49   |  |  |  |
|                       | Yves Buannic                       | PSU                     | 796    | 3,49   |  |  |  |
|                       |                                    |                         |        |        |  |  |  |
| Inscrits              | Inscrits                           | Inscrits                | 34 118 | 100,00 |  |  |  |
| Abstentions           | Abstentions                        | Abstentions             | 11 062 | 32,42  |  |  |  |
| Votants               | Votants                            | Votants                 | 23 056 | 67,58  |  |  |  |
| Blancs et nuls        | Blancs et nuls                     | Blancs et nuls          | 253    | 1,1    |  |  |  |
| Exprimés              | Exprimés                           | Exprimés                | 22 803 | 98,9   |  |  |  |
| Source : Data.gouv.fr |                                    |                         |        |        |  |  |  |

Lucien Finel, directeur commercial, était le suppléant de Pierre-Charles Krieg.